# Бајлонов кладенац
Бајлонов кладенац је лучка кафана која се налазила у Београду у Царинском пристаништу и Карађорђевој 22.

## Историјат
Кафана Бајлонов кладенац се налазила у Царинском пристаништу од 1930. године, а од 1933. године у Карађорђевој број 22.
Кафана је била у самом пристаништу неколико метара од Саве. У њу су навраћали они који су имали посла у пристаништу са царинским органима, путницима и радницима.

## Занимљивост
Главна атракција ове кафане је било то што је кроз кафанску башту пролазио воз.

## Власници и кафеџије кафане
Године 1933. власница кафане је имућна Јулка Бајлони. У њеном власништву је била петоспратница на углу Цетињске улице и улице Џорџа Вашингтона, између Бајлонијеве пиваре и Бајлонијеве пијаце, затим Вила на Бледу...
Витомир Станојевић Ужичанин је једини познати кафеџија коме је пред Други светки рат ишло добро те је држао још две кафане у граду, Кафану Албанију и Три сељака.